# السمنة والبيئة

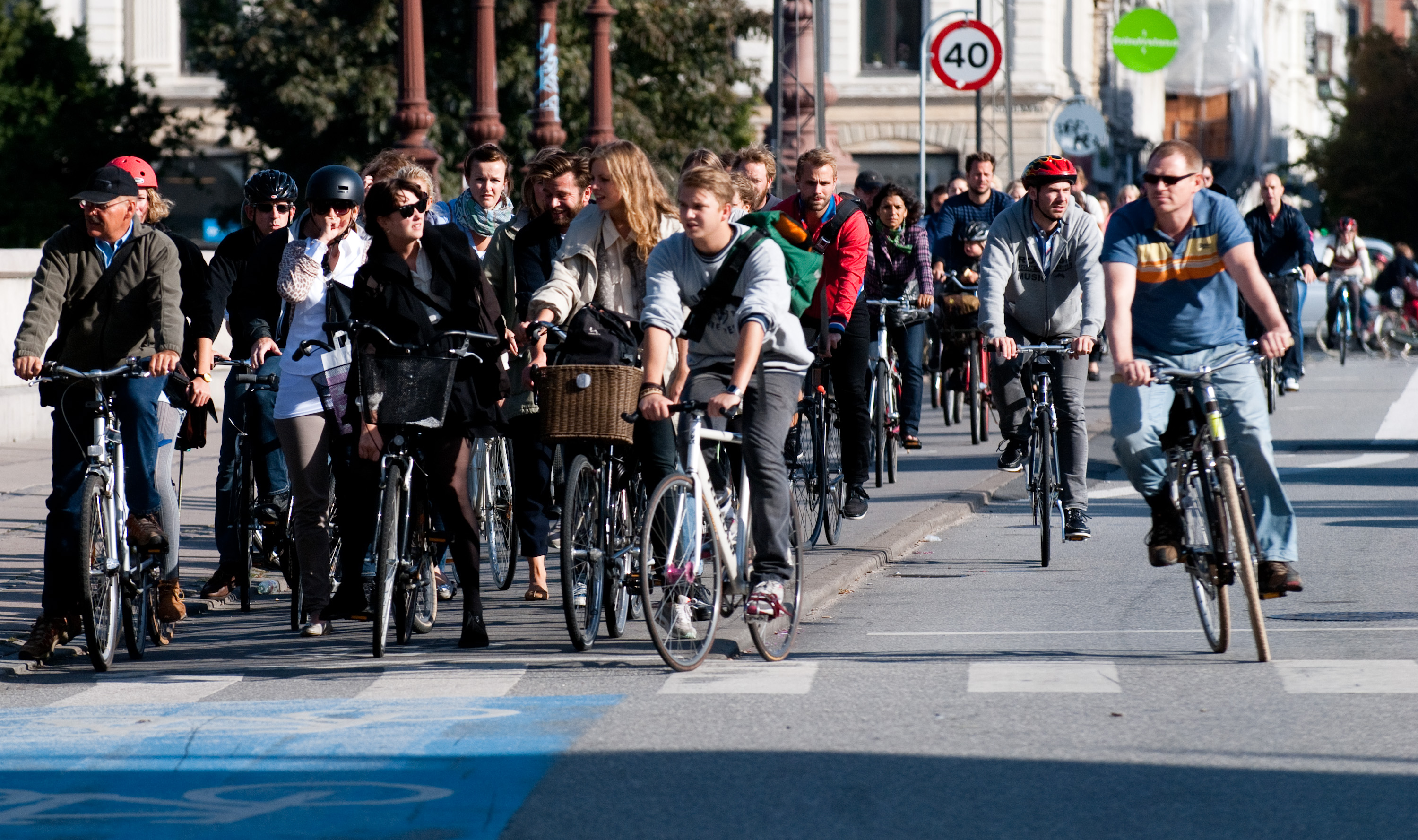
صورة تبين العوامل البيئية في إدمان السمنة

قالب: الولايات المتحدة الأمريكية تتمحور حول السمنة والبيئة يهدف إلى النظر في العوامل البيئية المختلفة التي تم تحديدها من قبل الباحثين لتسبب وإدامة السمنة. وفي عام 1994 في الولايات المتحدة، كانت النسبة المئوية للسكان البالغين الذين يعانون من السمنة أقل بكثير مما هي عليه اليوم.  في عام 1994 كانت النسبة المئوية للسكان في كل ولاية كانت السمنة أقل من 20٪، ولكن بحلول عام 2008، دولة واحدة فقط لا يزال لديها نسبة السمنة أقل من 20٪، وكان ستة ولايات لديها نسبة السمنة تزيد على 30٪ في حين تراوحت بقية الولايات بين 20٪ و 30٪. في عام 2016، وصل عدد الأشخاص الذين يعانون من السمنة المفرطة إلى أعلى مستوى له على الإطلاق عند حوالي 93 مليون شخص، وهو ما ارتفع بنسبة 33 في المائة عن عام 2008 وفقاً لمركز مكافحة الأمراض(CDC). وقد يكون هذا أكثر إثارة للقلق بالنسبة للأطفال والمراهقين الذين شهدوا أن معدل السمنة يصل إلى 18.5٪، وهو ثلاثة أضعاف المعدل في عام 1980. إذا استمرت الاتجاهات الحالية، فإن ما يصل إلى 57٪ منهم في نهاية المطاف يعانون من السمنة المفرطة بحلول الوقت المناسب، فإنها تصل إلى سن 35.   وهذا من شأنها أن تضعهم في خطر أكبر للحالات الصحية الأخرى مثل، مرض السكري من النوع 2، وأمراض القلب، والسرطان. واستجابة لذلك، وضع المسؤولون الاتحاديون والمحليون سياسات لمكافحة السمنة فضلا عن تعزيز الأكل الصحي، مثل: مشروع قانون المزرعة، وقانون الغداء المدرسي الوطني، وقانون تغذية الأطفال، فضلا عن قانون الأطفال الأصحاء
وقد أظهرت الدراسات أن السمنة أصبحت منتشرة بشكل متزايد في كل من الناس والحيوانات مثل الحيوانات الأليفة والحيوانات المختبرية. لم تكن هناك أي روابط بين هذا الاتجاه السمنة والنظام الغذائي وممارسة الرياضة. وفقا للبروفيسور روبرت H. Lustig من جامعة كاليفورنيا، سان فرانسيسكو، «[E] فين تلك الموجودة في الطرف السفلي من مؤشر كتلة الجسم (مؤشر كتلة الجسم) منحنى تكتسب الوزن. كل ما يحدث يحدث للجميع, مما يشير إلى الزناد البيئي.» نظرية السمنة البيئية تقترح وجها سببيا مختلفا للسمنة – أن التعرض مدى الحياة للمواد الكيميائية xenobiotic قد تغير نظام التمثيل الغذائي في الجسم. البدنوجين الكيميائية هي الجزيئات التي لا تنظم بشكل صحيح استقلاب الدهون في الجسم، وبالتالي يمكن أن تعزز السمنة. البيانات نادرة، ولكن بعض الدراسات في المختبر وجدت هذا النموذج يمكن أن يكون مؤشرا دقيقا للسمنة في المستقبل. وأشارت دراسة إلى أن التدخين قبل وأثناء الحمل، على سبيل المثال، يزيد من خطر السمنة مرتين لدى الأطفال في سن الدراسة.
العديد من المواد الكيميائية التي هي معروفة أو يشتبه في أن تكون السمنة هي اضطرابات الغدد الصماء. هذه البدنوجين موجودة في المنتجات ذات الاستخدام المشترك. في جامعة ألباني، دراسة جامعة ولاية نيويورك، تم العثور على organotins في حقيبة يد مصمم، الستائر الفينيل، ورق الجدران، البلاط، والغبار مكنسة كهربائية التي تم جمعها من 20 منزلا. الفثالات، التي تم ربطها أيضا بالسمنة، موجودة في العديد من المواد البلاستيكية بالإضافة إلى العناصر المعطرة مثل الطازجة، ومنتجات الغسيل، ومنتجات العناية الشخصية. البيسفينول A (BPA)، هو واحد البدنوجين البيئي المعروف الذي يقلل من العدد الإجمالي للخلايا الدهنية، ولكن يجعل الخلايا الدهنية المتبقية أكبر. آثار السمنة في الحيوانات هي نفس الآثار التي يراها الباحثون في وقت لاحق في الحياة للأطفال ذوي الوزن المنخفض عند الولادة – عدم تحمل الجلوكوز والمزيد من الدهون في البطن. وتخلص الدراسة إلى أن البدنوجين يغيرون نقاط مجموعة الأيض للفرد لزيادة الوزن
ما القليل من البحوث التي أجريت على العلاقة بين التعرض للمواد الكيميائية ومؤشر كتلة الجسم يشير إلى السمنة باعتبارها مساهما يحتمل أن يكون لوباء السمنة. بعض المواد الكيميائية المسببة لاضطرابات الغدد الصماء (EDCs) تنتمي إلى هذه الفئة من المركبات. بروس بلومبرغ، أستاذ علم الأحياء التنموية والخلايا في جامعة كاليفورنيا ايرفين، وقد وجدت أدلة دامغة على أن التعرض لثلاثي بوتيلالقصدير الكيميائية (TBT)، وهو مركب يستخدم في المبيدات الحشرية، يمكن أن يؤدي إلى إنشاء خلايا الدهون. وكما أكدت عدة حالات، فإن العديد من عمال المزارع في أمريكا عملوا دون رغبة أو عن غير علم في الحقول التي تم رشها مؤخراً بمركبات ثلاثي بوتيل القصدير وغيرها من المواد الكيميائية الخطرة. ومن بين مجموعة واسعة من المخاطر الصحية، قد يتحمل عمال المزارع خطراً غير متناسب بالتعرض لمثل هذه البدنوجينات. وفي حين سُن تشريع يتطلب حداً أدنى من الوقت لتمريره قبل دخول العمال إلى الحقول المرشوشة، فإن الافتقار إلى السلطة القانونية والسياسية للعديد من العمال الزراعيين إلى جانب حقيقة أن إنفاذ هذه القوانين قد يكون صعباً، يجعل التعرض للبدنائين تهديداً محتملاً لسبل عيش العديد من العمال الزراعيين.

## العرق

### العرق وعلم الوراثة
وفقا لمراكز السيطرة على الأمراض والوقاية منها (CDC)، والسمنة قد تؤثر على بعض المجموعات أكثر من غيرها. وكان نسبة السود من أصل إسباني 47.0% والسود غير اللاتينيين 46.8% أعلى معدل للسمنة حسب العمر من البيض غير اللاتينيين 37.9% والآسيويين غير اللاتينيين 12.7%. وتوجد تفسيرات كثيرة لتفسير هذا التفاوت، من بينها السلوكيات المختلفة بين المجموعات العرقية والإثنية، والمعايير الثقافية المختلفة فيما يتعلق بوزن الجسم وحجمه، وعدم المساواة في الحصول على الأغذية الصحية
العرق وعلم الوراثة هما بعدان آخران من السمنة التي تمت دراستها على نطاق واسع. وقد وجد بعض الباحثين أن علم الوراثة زيادة احتمال حدوث السمنة من خلال مستويات أعلى من ترسب الدهون وإفراز الأديبوتين. ويعتقد آخرون أن العرق نفسه قد يؤثر على الطريقة التي تقدم بها السمنة نفسها في الأفراد. في دراسة حديثة على 70،000 رجل وامرأة من أصل أفريقي، وجد الباحثون ثلاثة متغيرات وراثية شائعة جديدة. ترتبط هذه الأشكال المتعددة أحادية النيوكليوتيدات (SNPs) بمؤشر كتلة الجسم (BMI) والسمنة. ولذلك، الأفراد الذين يحملون هذه المتغيرات هي أكثر عرضة للسمنة. وأشار الباحثون إلى أن هذه المتغيرات الوراثية ليست سوى تصميم صغير جدا في معظم حالات السمنة. يتفق الكثيرون في المجتمع الطبي بشكل عام على أن العوامل البيئية وسوء الصحة والعادات الغذائية لا تزال تعتبر أقوى المساهمين في السمنة
وجدت إحدى الدراسات أن الرجال والنساء السود لديهم نسبة مئوية أقل من الدهون في الجسم من الرجال والنساء البيض الذين لديهم نفس مؤشر كتلة الجسم (BMI). وخلصت دراسة مماثلة إلى أن المراهقين السود الذين يعانون من السمنة المفرطة لديهم دهون حشوية أقل خطورة بكثير من المراهقين البيض البدينين. الدهون الحشوية مهمة لأنها كانت أكثر ارتباطا ً بخطر الإصابة بالأمراض مقارنة بالدهون المخزنة في أجزاء أخرى من الجسم.

### العرق والبيئة المبنية
وتبين دراسات عديدة أن أفراد طوائف الأقليات العرقية والإثنية يعانون من السمنة المفرطة بشكل غير متناسب. وجدت دراسة حديثة في المجلة الأمريكية للصحة العامة وجود ارتباط قوي بين التركيبة السكانية للمجتمع واحتمال أن يكون السكان يعانون من السمنة المفرطة. في هذه الدراسة، السود غير اللاتينيين (36.1%) واللاتينيون (28.7%) وتبين أن نسب السمنة أعلى من البيض غير اللاتينيين (24.5 في المائة) والآسيويون غير اللاتينيين (7.1%). غالباً ما يضطر السود غير اللاتينيين وسكان الأصول الإسبانية إلى الاعتماد على السعرات الحرارية الرخيصة ذات القيمة الغذائية الضئيلة. كما أن الصحاري الغذائية أكثر عرضة للوضع في هذه الأحياء، مما يحد من خيارات الطعام المتاحة. وبالإضافة إلى ذلك، تميل هذه المجتمعات أيضاً إلى قلة فرص الحصول على المنافع العامة (مثل المتنزهات). وفي حين أن طوائف الأقليات العرقية/الإثنية كثيراً ما تكون فقيرة، فإن الوضع الاجتماعي وحده لا يفسر التفاوت بين الطوائف. ووجدت دراسة أجريت في عام 2009 في مجلة علم الأوبئة والصحة المجتمعية أن الأقليات العرقية/الإثنية أكثر عرضة للسمنة داخل كل مجموعة اجتماعية واقتصادية ملحوظة. وتشير هذه النتيجة إلى أن العرق قد يكون مؤشرا رئيسيا في تحديد التفاوتات في خطر السمنة. وتعني الدراسة أيضاً أن العنصرية الهيكلية قد تتسبب في تعرض بعض الجماعات العرقية/الإثنية لخطر غير متناسب، لأن الطبقة وحدها لا تحدد احتمال أن يكون الشخص يعاني من السمنة المفرطة.

### انحياز الوزن والوصم
انحياز الوزن هو مجال دراسة مستمر حظي باهتمام أكبر في السنوات القليلة الماضية. هناك بعض الدراسات التي تركز على الوصم المرتبط بالسمنة. يستشهد العديد من الأكاديميين بأن الأشخاص الذين يعانون من زيادة الوزن والسمنة قد عوملوا بشكل مختلف في جميع جوانب حياتهم تقريبًا لأنه بسبب الصور النمطية التي تُنسب عادةً إلى زيادة الوزن. الكسل وعدم الكفاءة وضعف الإرادة والغموض وعدم الثقة على سبيل المثال لا الحصر.  
في دراسة أجريت على 2249 امرأة تعاني من السمنة والوزن الزائد ، أفاد 54٪ بأنهم يعانون من وصمة الوزن من زملائهم و 43٪ يعانون من وصمة الوزن من رؤسائهم. يمكن تعريف وصمة الوزن هذه بأنها تعليقات مهينة ، ومعاملة تفضيلية تجاه الزملاء ذوي الوزن الطبيعي ، والحرمان من العمل. في دراسة أخرى لـ 2838 من البالغين الممثلين على الصعيد الوطني الذين تتراوح أعمارهم بين 25 و 74 عامًا ، كان المستجيبون الذين يعانون من زيادة الوزن ، والمستجيبين للبدانة ، والمستجيبين الذين يعانون من السمنة المفرطة أكثر عرضة للإبلاغ عن التمييز في العمل من المستجيبين ذوي الوزن الطبيعي بنسبة 100 و 100 مرة ، على التوالي. تظهر الدراسات أنه يمكن أيضًا تخفيض الأجور. تشير البيانات إلى أنه بعد السيطرة على العوامل الاجتماعية والاقتصادية الأخرى ، والقيود الصحية ، ومتغيرات الأسرة الأخرى ، كان من المتوقع أن يشهد الرجال البدناء انخفاضًا في الأجور بنسبة 0.7 إلى 3.4 ٪ ، ومن المتوقع أن تشهد النساء البدينات انخفاضًا في الأجور بين 2.3 و 6.1 ٪. 
كما تم إجراء دراسات تبين أن الأطباء من المرجح أن ينسبوا عدم وجود الدافع كسبب رئيسي للسمنة ، إلى جانب عدم الامتثال والكسل العام. في إحدى دراسات المملكة المتحدة ، اتجه الأطباء إلى اتباع نهج إلقاء اللوم على الضحايا حول أسباب السمنة ، في حين عزا المرضى البدينون وزنهم إلى أسباب طبية محددة أو عوامل اجتماعية واقتصادية أخرى ، مثل الدخل المنخفض. وقد اعتبرت التفاوتات في السببية المتصورة في بعض الدوائر عائقًا كبيرًا أمام الأطباء وقدرات المرضى على وضع خطة متوازنة لإدارة السمنة. 
يستمر التحيز في الوزن التعليمي أيضًا وفقًا لمجموعة من الدراسات التي أجريت لمراقبة آثار السمنة والتحصيل التعليمي. وجدت دراسة أجريت على أكثر من 700000 رجل سويدي أنه بعد السيطرة على الذكاء والمستويات الاجتماعية والاقتصادية للوالدين ، فإن أولئك الذين يعانون من السمنة في سن 18 لديهم فرصة أقل في الذهاب إلى الكلية من أقرانهم ، الذين كانوا ذوي وزن طبيعي. وبالمثل ، خلصت دراسة تستند إلى البيانات التي جمعتها الدراسة الوطنية الطولية لصحة المراهقين إلى أن النساء البدينات أقل عرضة بنسبة 50 ٪ للالتحاق بالجامعة من النساء غير البدينات. كما تبين في هذه الدراسة أن الطالبات اللاتي ارتدن المدرسة حيث كانت معظم الإناث يعانون من السمنة لديهم فرصة مماثلة نسبياً للالتحاق بالجامعة كنساء غير بدنات. 
تحيز الوزن ووصمة الدهون والتمييز هي عوامل يقول الكثير من الأكاديميين أنها يمكن أن تساهم في اليأس والاكتئاب الذي قد يشجع نفس العادات غير الصحية التي تسببت في البداية في السمنة 